# Aloysius Derso
Aloysius Derso (Baja, 1888-Nueva York, 1964) fue un dibujante y caricaturista húngaro.

## Biografía
Nacido en 1888 en la localidad húngara de Baja, se significó como caricaturista de personas vinculadas a la carrera diplomática, labor en la que colaboró con el dibujante Emery Kelen. De origen judío y crítico con el nazismo, a finales de la década de 1930 se exilió en los Estados Unidos. Falleció el 22 de diciembre de 1964 en Nueva York. En 2023 se publicó sobre su figura la obra The political cartoons of Derso and Kelen: years of hope and despair.